# Definitely Maybe
Definitely Maybe — дебютный альбом английской рок-группы Oasis, выпущенный в августе 1994 года. Он стал большим коммерческим успехом и получил одобрение музыкальных критиков в Великобритании, следуя за синглами «Supersonic», «Shakermaker» и «Live Forever».
Definitely Maybe сразу же после выпуска попал на первую строчку UK Albums Chart. Это был самый продаваемый дебютный альбом всех времён в Великобритании, получив 8х Платиновую сертификацию (более 2 400 000 проданных единиц) от BPI. Definitely Maybe ознаменовал начало успеха Oasis в Америке, продавшись количеством более миллиона копий, несмотря на занятие всего лишь 58 позиции на Billboard 200. Альбом был продан количеством более 8 миллионов копий по всему миру и получил высокие оценки от критиков.
Альбом, вместе с Parklife от Blur, помог оживить британскую рок-музыку в середине 90-х и понравился критикам за оптимистичные темы, которых недоставало в доминирующей гранж-музыке того времени. Это был основополагающий альбом движения брит-поп и всё ещё считается одним из лучших альбомов в истории музыки, появляясь во многих 'best of'-списках. В июне 2006 года NME назвал его лучшим альбомом всех времён.
В 2020 году журнал Rolling Stone включил «Definitely Maybe» в обновлённый список «500 величайших альбомов всех времён», где альбом занял 217 место.

## Фон
Группа Oasis была сформирована в 1991 году под названием The Rain. Изначально в ней состояли только Лиам Галлахер, Пол Артурс, Пол МакГиган и Тони МакКэролл, но вскоре в группу попал старший брат Лиама, Ноэл Галлахер. Старший Галлахер настаивал на том, что если он присоединится, группа должна будет дать ему полный контроль и они будут работать на пути к известности. Ноэл писал песни уже много лет, и заменил репертуар группы своими композициями.
Oasis подписали контракт с независимым лейблом Creation Records в 1993. Сингл «Columbia» был выпущен ограниченным изданием в 1993 году для прессы. BBC Radio 1 сыграло сингл 19 раз за несколько недель после выпуска, что было необычно для пластинки, которая не продавалась в магазинах. Первый коммерческий сингл группы «Supersonic» был выпущен 11 апреля 1994. На следующей неделе он дебютировал на 31 строчке британских чартов. Второй сингл, «Shakermaker», был выпущен в июне 1994, дебютировал на 11 строчке и заработал группе появление на Top of the Pops.

## Запись
В начале 1994 года Oasis выбрали студию Monnow Valley, недалеко от Монмута для записи своего дебютного альбома. Их продюсером был Дэйв Бэтчелор, которого Ноэл Галлахер знал благодаря своей работе с Inspiral Carpets. Сессии звукозаписи были неудовлетворительными. «У нас не получалось», — вспоминал Артурс, — «Он был неправильным человеком для этой работы… Мы играли в такой большой комнате, играли так же, как всегда. Он говорил: „Подойдите и послушайте.“ И мы говорили: „Это звучит не так, как в той комнате. Что это такое?“ Это звучало слабо и слишком чисто».
Сессии на Monnow Valley стоили £800 за день. Они были всё более и более бесплодны, и группа начала паниковать. Артурс сказал: «Ноэл отчаянно говорил с руководством по телефону: „Ничего не получается“. Из-за того, что у нас не получалось, нам было несколько страшно». Бэтчелора отпустили, и Галлахер попытался найти применение уже записанной музыке, разнося записи по различным лондонским студиям. Тим Аббот с Creation Records сказал во время посещения группы в Чизике: «МакГи, Ноэл, я и ещё несколько людей слушали записи снова и снова. И всё, о чём я мог думать, было: „В этом нету атаки“. Не было непосредственности».
В феврале группа вернулась из Амстердама и начала записывать альбом по-новому на студии Sawmills в Корнуолле. На этот раз продюсерами были Ноэл Галлахер и Марк Койл. Группа решила, что единственным способом скопировать звук со своих выступлений на записи была запись всей группы одновременно без звукоизоляции между инструментами. Над записями Галлахер добавил ещё несколько гитарных дорожек. Артурс сказал: «Это было любимым трюком Ноэла. „Чем меньше, тем лучше“ тогда, честно говоря, просто не работало».
Результаты всё ещё были неудовлетворительными, и было мало шансов на ещё одну попытку записи альбома. Нужно было использовать уже сделанные записи. В отчаянии Маркус Рассел с Creation Records обратился к звукоинженеру Оуэну Моррису. «Я просто подумал, „Здесь они сделали ошибку“», — сказал Моррис про записи с Sawmills, — «Я понял, что к тому времени Ноэл был совершенно огорчен. Маркус говорил: „Вы можете делать, что хотите — в прямом смысле, что хотите“». Среди первых заданий Морриса было убрать лишние гитарные дорожки, которые добавил Галлахер. Моррис завершил работу над альбомом в мае. Музыкальный журналист Джон Харрис отметил, «Самым удивительным было то, что музыка, которая прошла через столько рук, была такой динамичной».

## Обложка
Фотография на обложке была сделана рок-фотографом Майклом Спенсером Джонсом, в доме гитариста группы Пола «Бонхэда» Артурса (позже, Артурс утверждал, что всё оштукатуривание комнаты сделал собственноручно). На обложке можно заметить изображение Родни Марша — бывшего футболиста Манчестер Сити, а по телевизору, в конце комнаты по правую сторону, запечатлён отрывок из фильма Хороший, плохой, злой (1966). В левом нижнем углу расположен плакат с Бёртом Бакараком — одним из любимых музыкантов Ноэла Галлахера.
Обложка Definitely Maybe имеет общие черты с обложкой альбома американской диско-группы Chic — C'est Chic.

## Отзывы критиков
Владимир Завьялов (Афиша Daily) в ретроспективном обзоре творчества группы посчитал, что Oasis, «не являясь ни лучшей британской группой, ни даже лучшей группой жанра, влетели в высшую лигу со „старорежимной рок-музыкой“», по канонам которой создали гимны поколения: «„Supersonic“, „Live Forever“, „Rock’n’roll Star“ — сложно поверить, что эти песни были записаны не стадионными суперзвёздами, а бывшим гитарным техником на мели».

## Список композиций
Слова и музыка всех песен написаны Ноэлом Галлахером
| №   | Название                | Длительность |
| --- | ----------------------- | ------------ |
| 1.  | «Rock 'n' Roll Star»    | 5:23         |
| 2.  | «Shakermaker»           | 5:10         |
| 3.  | «Live Forever»          | 4:38         |
| 4.  | «Up in the Sky»         | 4:28         |
| 5.  | «Columbia»              | 6:17         |
| 6.  | «Supersonic»            | 4:44         |
| 7.  | «Bring It on Down»      | 4:17         |
| 8.  | «Cigarettes & Alcohol»  | 4:50         |
| 9.  | «Digsy's Dinner»        | 2:32         |
| 10. | «Slide Away»            | 6:32         |
| 11. | «Married with Children» | 3:12         |

| №  | Название                                  | Длительность |
| -- | ----------------------------------------- | ------------ |
| 4. | «Cloudburst» (Японское издание)           | 5:22         |
| 6. | «Sad Song» (Японское и виниловое издания) | 4:27         |

## DVD
7 сентября 2004 года вышел Definitely Maybe DVD, посвящённый 10-летию выхода альбома. Диск содержит сам альбом в улучшенном звучании, видео концертных выступлений группы и документальный фильм, где участники записи альбома рассказывают об истории его записи.

## Участники записи
| - Лиам Галлахер — вокал, тамбурин - Ноэл Галлахер — гитара, бэк-вокал, фортепиано, продукция - Пол Артурс — ритм-гитара, фортепиано, продукция - Пол МакГиган — бас-гитара, продукция - Тони МакКэролл — ударные, продукция | - Энтони Гриффитс — бэк-вокал на «Supersonic» - Марк Койл — звукоинженер, продакшн, сведение на «Supersonic» и «Married with Children». - Оуэн Моррис — дополнительный продакшн, сведение - Барри Гринт — мастеринг на Abbey Road - Дэйв Бэтчелор — продакшн («Slide Away») - Энджели Датт — звукоинженер - Дэйв Скотт — звукоинженер/сведение - Рой Спонг — звукоинженер - Брайан Кэннон — оформление - Майкл Спенсер Джонс — фотография |

## Чарты и сертификации
| Чарт (1994—95) | Высшая позиция |
| -------------- | -------------- |
| Австралия      | 23             |
| Австрия        | 27             |
| Великобритания | 1              |
| Ирландия       | 3              |
| Исландия       | 15             |
| Испания        | 40             |
| Италия         | 18             |
| Канада         | 1              |
| Норвегия       | 34             |
| Нидерланды     | 55             |
| Новая Зеландия | 5              |
| США            | 58             |
| Финляндия      | 18             |
| Франция        | 81             |
| Швеция         | 4              |
| Швейцария      | 25             |

| Страна         | Сертификат    | Продажи   |
| -------------- | ------------- | --------- |
| Австралия      | Платиновый    | 70 000    |
| Великобритания | 8х Платиновый | 2 400 000 |
| Канада         | Платиновый    | 100 000   |
| США            | Платиновый    | 1 000 000 |
| Франция        | Золотой       | 200 000   |
| Швеция         | Золотой       | 50 000    |
| Швейцария      | Золотой       | 25 000    |
| Япония         | Платиновый    | 200 000   |